# Lennart Nelson
Lennart Nelson (Västerås, 16 agosto 1918 – Västerås, 11 settembre 2006) è stato un sollevatore svedese medagliato europeo, che ha gareggiato nelle categorie dei pesi medi e massimi leggeri.

## Carriera
Militò nel Västerås AK, e fu per sette volte campione svedese: nei pesi medi tra il 1944 e il 1948 e nel 1952, e nei pesi massimi leggeri nel 1951. Prese parte ai Giochi olimpici di Londra 1948, classificandosi all'undicesimo posto. Partecipò ai campionati mondiali ed europei di Parigi del 1946, piazzandosi rispettivamente al quinto e al secondo posto, conquistando un argento europeo nei pesi medi bissandolo nel 1950 a Parigi nei pesi massimi leggeri.